# Fabiniku
Fabiniku (jap. 異世界美少女受肉おじさんと Isekai bishōjo juniku ojisan to) ist eine Manga-Serie von Autor Yū Tsurusaki und Zeichner Shin Ikezawa, die in Japan seit 2019 erscheint.

## Inhalt
Der 32-jährige Hinata Tachibana ist seit seiner Kindheit mit dem gutaussehenden Tsukasa Jinguji befreundet. Die beiden Angestellten sind noch Single und oft gemeinsam auf Gruppendates, wo Hinata versucht, Tsukasa zu verkuppeln. Denn die an ihm interessierten Frauen landen am Ende oft bei seinem Freund. Daher will Hinata, dass der endlich eine Frau findet und ihm nicht mehr seine Dates wegschnappen kann. Am Ende einer solchen Verabredung gehen beide nach Hause, Hinata völlig betrunken, und werden unversehens von einer Göttin in eine fremde Welt transportiert. Die Göttin der Liebe und der Schönheit hat dabei auch noch Hinata in eine hübsche Frau verwandelt, die genau Tsukasas Typ ist, weil Hinata sich das in seiner Trunkenheit gewünscht hat.
Beide wurden in diese Welt geholt, um sie vor dem Teufel zu retten. Die Göttin weigert sich, Hinata in seine alte Gestalt zurückzuverwandeln, da sie ihm nur seinen Wunsch erfüllt habe. Aus Ärger verflucht sie die beiden noch, sodass sie sich langsam ineinander verlieben. Um die Verwandlung rückgängig zu machen, müssen die beiden nun die ihnen übertragene Aufgabe lösen und sich dem Kampf mit dem Teufel stellen.

## Veröffentlichung
Der Manga erscheint seit November 2019 im Online-Magazin und der App Cycomi beim Imprint Cygames von Shogakukan. Der Verlag brachte die Kapitel auch gesammelt in bisher 13 Bänden heraus. Eine deutsche Fassung erscheint seit April 2022 bei Manga JAM Session in bisher neun Bänden (Stand: Dezember 2024).

## Animeserie
Zum Manga wurde bei Studio OLM eine Adaption als Anime-Serie produziert. Das Drehbuch schrieb Toshimitsu Takeuchi, Regie führte Sayaka Yamai. Das Charakterdesign entwarf Aoi Yamato und die künstlerische Leitung lag bei Mikihiro Harabe und Taijiro Nagata. Die Tonarbeiten leitete Toshiki Kameyama und für die Kameraführung war Nahomi Yamamichi verantwortlich.
Die 12 Folgen der Serie wurden vom 11. Januar bis 30. März 2022 bei TV Tokyo gezeigt. Auf der Plattform Crunchyroll wurde der Anime international mit Untertiteln in mehreren Sprachen veröffentlicht.

### Synchronisation
| Rolle                                | Japanische Stimme (Seiyū) |
| ------------------------------------ | ------------------------- |
| Hinata Tachibana (männlich)          | Kent Itō                  |
| Hinata Tachibana (weiblich)          | M.A.O                     |
| Tsukasa Jingūji                      | Satoshi Hino              |
| Ultina                               | Amane Shindō              |
| Lucius                               | Eri Kitamura              |
| Satina                               | Hikaru Tohno              |
| Shen                                 | Junichi Suwabe            |
| Schwarz von Liechtenstein Lohengramm | Kaito Ishikawa            |
| Göttin der Liebe und der Schönheit   | Rie Kugimiya              |
| Muria                                | Yū Serizawa               |
| Ugraine                              | Yui Makino                |
| Telolilo Lilili Lu                   | Yukiyo Fujii              |

### Musik
Die Musik der Serie wurde komponiert von Takeshi Watanabe. Der Vorspann ist unterlegt mit Akatsuki no Salaryman von Yoshiki Fukuyama. Für den Abspann wurde das Lied Fa'ntasy to! von Luce Twinkle Wink☆ verwendet.